# Hong Si-hoo
Hong Si-hoo (en coréen : 홍시후), né le 8 janvier 2001 en Corée du Sud, est un footballeur sud-coréen évoluant actuellement au poste d'avant-centre au Incheon United FC.

## Biographie

### Seongnam FC
Passé par le Lycée Sangmun où il impressionne dans la ligue des lycées, Hong Si-hoo est vite considéré comme un des joueurs les plus prometteurs de sa génération. Il rejoint le Seongnam FC en janvier 2020 en compagnie de trois autres joueurs. Le 9 mai de la même année, il joue son premier match en professionnel, lors d'une rencontre de K League 1 face au Gwangju FC. Il entre en jeu en cours de partie ce jour-là, et son équipe s'impose par deux buts à zéro.
Le 31 octobre 2020, il inscrit son premier but en professionnel contre le Busan IPark. Il délivre également une passe décisive ce jour-là, permettant à son équipe de s'imposer par deux buts à zéro,.

### Incheon United FC
Le 5 janvier 2022, Hong Si-hoo quitte le Seongnam FC pour rejoindre le Incheon United FC, dans le cadre d'un échange avec Goo Bon-cheul (en).